# دنی اوشی (بازیکن فوتبال)
دنی اوشی (انگلیسی: Danny O'Shea؛ زادهٔ ۲۶ مارس ۱۹۶۳) بازیکن فوتبال اهل بریتانیا است.
از باشگاه‌هایی که در آن بازی کرده‌است می‌توان به باشگاه فوتبال آرسنال، باشگاه فوتبال آیلزبری یونایتد، باشگاه فوتبال نورث‌همپتون تاون، باشگاه فوتبال کانوی ایسلند، باشگاه فوتبال اکستر سیتی، باشگاه فوتبال ویمبلدون، باشگاه فوتبال چارلتون اتلتیک، باشگاه فوتبال کمبریج یونایتد، و باشگاه فوتبال ساوتند یونایتد اشاره کرد.